# London Town (Branco e Gilli)
London Town è un singolo dei rapper danesi Gilli e Branco, pubblicato il 4 ottobre 2019.

## Tracce
1. London Town – 2:26